# Duba, Tỉnh Warmian-Masurian
Duba [ˈduba] (German Leißnersberg) là một ngôi làng thuộc khu hành chính của Gmina Zalewo, thuộc hạt Iława, Warmian-Masurian Voivodeship, ở miền bắc Ba Lan.